# Lena Chamamyan
Lena Chamamaan, también conocida como Lena Chamamyan, es una cantante siria de origen armenio. Toda su música es escrita, producida y cantada por ella. 

## Reseña biográfica
Lena Chamamyan nació en Damasco en 1980. Vivió allí su niñez y adolescencia, finalizando su educación primaria y secundaria. Cursó el grado de Dirección económica en la Facultad de Comercio de la Universidad de Damasco. Finalizó su carrera en 2002, donde obtuvo su licenciatura, y seguidamente estudió el Grado de Música Clásica en el Conservatorio de Música de Damasco, donde obtuvo el título de vocalista clásica. 
Cuando se estaba formando académicamente, pudo realizar talleres de música clásica y Jazz con músicos internacionales como: Gloria Skalki (Italia), Karmen Filarna (Italia), Mia bits (Países Bajos) y Manfred leuschter (Alemania)
Lena ha estado viviendo en París desde 2012, cuando abandonó Damasco.
Según la artista Rania Werda, Lena Chamamyan es un referente musical en la cultura tunecina, pese a la persecución estatal hacia los artistas contemporáneos, por considerar que algunas manifestaciones artísticas fuesen en contra de la moral árabe.
Lena Chamamyan toca gran variedad de instrumentos (como el Kanun y la Kalimba) y canta en cinco lenguas diferentes: armenio, sirio, inglés, francés e italiano.
Su primer álbum salió en 2006 (Hal Asmar Ellon) y despertó el interés de las influencias europeas, debido al estilo innovador de su música. 
Además de su contribución en el mundo musical, participó dándole voz a los personajes de algunas series televisivas y películas en Siria, como: Nizar Qabani (serie), Tatuajes de abuelas (película Sueco-Armenia) y Detrás del espejo (película Argelino-Francesa). Así mismo, lleva la iniciativa de catalogar la música Siria y el programa de radio Douzana.

## Estilo
Lena modifica canciones folclóricas sirias y armenias con elementos modernos. Se la considera una músico revolucionaria por la creación de música contemporánea debido a la fusión de canciones tradicionales árabes y música occidental. Entre los estilos que introduce se encuentra: el jazz, el fado, la música latina, africana e incluso tintes de ópera. Ha sido invitada a dar conciertos por todo el mundo.
Lena fue nombrada por la revista árabe Arabian Business Magazine por ser una de las 500 personas más influyentes en el mundo árabe. La consideran una de las pocas mujeres que escribe, produce y toca música, además de cantarla.

## Algunos conciertos
Entre algunos de los conciertos en los que ha participado se encuentra: en apoyo a la asociación Breast Cancer Hope (2018) ,para ayudar a investigar la mejoría vital de las mujeres con cáncer de mama y "World Music Nights in Damascus", una semana de conciertos al aire libre que buscaba  el intercambio cultural y el diálogo que consiste en una amplia gama de eventos, conferencias y talleres afiliados con el programa de la UNESCO, facilitando las colaboraciones internacionales y estableciendo programas de formación local en las artes Administración 

## Reconocimientos
- 2005 Egipto: premio Recurso cultural
- 2006 Paris: el primer premio de música Monte Carlo
- 2007 Siria: premio a la mejor voz joven árabe mujer en la radio
- 2008 Austria: una de cinco estrellas seleccionadas como cantante de la música del mundo
- 2010 UAE: clasificada entre las 500 figuras más influyentes de la cultura árabe

## Discografía
- Hal Asmar Ellon (2006)
- Shamat (2007)
- Ghazal El-Banat (2013)
- Lawnan (2016)